# Saint-Martin-d'Abbat
Saint-Martin-d'Abbat är en kommun i departementet Loiret i regionen Centre-Val de Loire strax norr Frankrikes mitt. Kommunen ligger i kantonen Châteauneuf-sur-Loire som tillhör arrondissementet Orléans. År 2022 hade Saint-Martin-d'Abbat 1 825 invånare.

## Befolkningsutveckling
Antalet invånare i kommunen Saint-Martin-d'Abbat
| Referens: INSEE |